# Forward (finance)
Pour les articles homonymes, voir Forward.
Un contrat forward ou forward agreement est un contrat à terme, il est donc considéré comme un produit dérivé.
Il s'agit d'un accord d'achat (l'acheteur a une position longue) ou de vente (le vendeur a une position courte) d'un actif à un prix et une date future précisés dans le contrat, il n'y a donc aucun échange monétaire à la signature du contrat. Les contrats forward sont négociés de gré à gré, entre banques et institutions financières alors que les contrats de futures sont négociés sur un marché organisé, localisé à un endroit bien précis. Ainsi le contrat forward est soumis au risque de crédit puisqu'il ne transite pas par une chambre de compensation, qu'on retrouve sur les marchés organisés, qui garantit par un système d'appel d'offre, une sécurité de paiement d'achat à terme du contrat. Ces contrats ne peuvent donc  pas circuler sur un marché régulé par des agences gouvernementales comme la SEC ou l'AMF.
De plus les contrats de futures sont des contrats standardisés en termes de montants et de dates d’échéance, les contrats forward sont des contrats à terme non standardisés, ils peuvent porter sur un actif physique (blé, or, pétrole ...) ou financier (taux, monnaies, actions ...). On ne peut rompre un contrat forward aussi facilement qu'un contrat futures car la seule possibilité de le liquider, est de le revendre.  
Bien souvent, lors du dénouement, les deux contreparties procèdent au règlement de la différence entre le prix négocié à l'avance et le prix du marché (procédure dite de cash settlement). Très peu de contrats font l'objet d'une livraison, le nombre de contrat en "attente" de livraison s'appelle l'open interest, ce concept rend compte de l'importance des positions sur un contrat donné.
Le "sur mesure" qu'offrent les forwards entraîne un risque de liquidité. Il est en effet très difficile de dénouer sa position avant l'échéance en raison de l'absence de contrepartie. Par ailleurs le risque de défaut est bien plus présent que pour les futures. En effet, ce n'est qu'à l'échéance que l'on constate la défaillance ou non de la contrepartie contrairement aux marchés de futures qui constatent le défaut au jour le jour en raison de l'existence d'une chambre de compensation.
Le pricing (détermination de la valeur à laquelle l'actif sous-jacent  s'échangera au temps T, souvent noté F(0,T)) , se fait par la méthode
de construction d'une stratégie d'arbitrage et en faisant ensuite l'hypothèse de l’Absence d'opportunité d'arbitrage (AOA), si on note S(0) le prix du sous-jacent et Rf le taux d'intérêt sur l'actif sans risque on a la formule fondamentale :
{\displaystyle F(0,T)=S(0)\times (1+Rf)^{T}}